# Abegondo
Abegondo és un municipi de la província de la Corunya a Galícia. Pertany a la comarca de la Corunya. Limita amb els municipis de Bergondo, Betanzos, Oza dos Ríos, Cesuras, Mesía, Ordes, Carral i Cambre.
| 7.376 | 8.238 | 8.202 | 6.274 | 5.732 |
| Fonts: INE i IGE (Els criteris de registre censal variaren i les dades de l'INE i de l'IGE poden no coincidir.) |       |       |       |       |

## Parròquies
| - Abegondo (Santaia) - Cabanas (San Xián) - Cerneda (San Salvador) - Cos (Santo Estevo) - Crendes (San Pedro) - Cullergondo (Santa María) - Figueroa (San Miguel) - Folgoso (Santa Dorotea) - Leiro (Santaia) - Limiñón (San Salvador) | - Mabegondo (San Tirso) - Meangos (Santiago) - Montouto (Santa Cristina) - Orto (San Martiño) - Presedo (Santa María) - Sarandós (Santa María) - Vilacova (San Tomé) - Viós (San Salvador) - Vizoño (San Pedro) |